# Chlorophorus externenotatus
Chlorophorus externenotatus là một loài bọ cánh cứng trong họ Cerambycidae.